# Хеладзе, Диомид Севодович
Диомид Севодович Хеладзе (15 ноября 1906 года, село Кончкати, Гурийский уезд, Кутаисская губерния, Российская империя — ноябрь 1953 года, Аджарская АССР, Грузинская ССР) — первый секретарь Кедского, Батумского и Кобулетского райкомов партии, Аджарская АССР, Грузинская ССР. Герой Социалистического Труда (1949). Депутат Верховного Совета Аджарской АССР, член Аджарского обкома партии.

## Биография
Родился в 1906 году в крестьянской семье в селе Кончкати. Окончил среднюю школу в селе Ланчхути. В 1921 году вступил в ВЛКСМ. С 1925 года — на руководящей комсомольской работе. С 1928 года — член ВКП(б). В последующем до 1935 года — на партийной работе в Ланчхутском районе (сегодня — Ланчхутский муниципалитет). В 1937 году избран первым секретарём Кедского райкома партии.
В июле 1941 года призван по мобилизации в Красную Армию. Окончил ускоренные курсы политработников. Участвовал в обороне Москвы в составе 1088-го стрелкового полка 323-й стрелковой дивизии. В дальнейшем воевал политработником в составе 1173-го 349-й стрелковой дивизии. Участвовал в сражениях при обороне Кавказа. После демобилизации в марте 1946 года возвратился в Грузию, где был избран первым председателем Батумского райкома партии.
В послевоенные годы занимался восстановлением сельскохозяйственного производства в Батумском районе. В 1948 году обеспечил перевыполнение в целом по району плановый сбор урожая сортового зелёного чайного листа на 15,2 %. Указом Президиума Верховного Совета СССР от 29 августа 1949 года удостоен звания Героя Социалистического Труда за «получение высоких урожаев сортового зелёного чайного листа и цитрусовых плодов в 1948 году» с вручением ордена Ленина и золотой медали «Серп и Молот» (№ 4511).
Этим же указом званием Героя Социалистического Труда были награждены руководители Батумского района председатель райисполкома Муртаз Юсупович Куршубадзе, заведующий районным управлением сельского хозяйства Скендер Хасанович Чанкуридзе, главный районный агроном Константин Феодорович Михаилиди и 17 тружеников различных сельскохозяйственных предприятий Батумского района.
Избирался депутатом Верховного Совета Аджарской АССР, членом Аджарского обкома партии.
С 1952 года до кончины в ноябре 1953 года — первый секретарь Кобулетского райкома партии.
Награды
- Герой Социалистического Труда
- Орден Ленина
- Орден Красной Звезды (30.11.1944)
- Медаль «За оборону Москвы» (01.05.1944)
- Медаль «За оборону Кавказа» (01.05.1944)